# Doejong
De doejong of Indische zeekoe (Dugong dugon) is de meest aan het leven in de zee aangepaste zeekoe. De wetenschappelijke naam van de soort werd voor het eerst geldig gepubliceerd door Philipp Ludwig Statius Müller in 1776. Het is het enige nog levende lid uit de eens grote familie der doejongs (Dugongidae). Een ander lid van de familie, de Stellerzeekoe, stierf uit in de achttiende eeuw. De naam "doejong" komt van het Maleise "duyung", wat zeemeermin betekent. In augustus 2022 is de doejong uitgestorven in China.

## Kenmerken
De doejong wordt gemiddeld 2,5 tot 4 meter lang en 250 tot 300 kilogram zwaar. De doejong verschilt van de lamantijnen door de omlaaggerichte snuit, de afgeplatte, gevorkte staart, die meer op die van een dolfijn lijkt, en het aan de voorkant zijdelings afgeplatte, torpedovormige lichaam. Het mannetje heeft een paar kleine slagtanden. De voorpoten zijn geëvolueerd tot vinnen. De hoogstaande neusgaten kunnen door middel van kleppen gesloten worden.

## Leefwijze
De doejong is een herbivoor. Hij eet de bladeren en wortelen van waterplanten. Soms eet hij ook ongewervelde dieren. Het is een dagdier, dat in verstoorde gebieden vaker 's nachts actief is. Om te eten duikt hij tot een diepte van twaalf meter. Hij blijft meestal ongeveer een minuut onder water, maar hij kan acht minuten onder water blijven. Ze leven in groepen in een vast woongebied van vier tot elf km².

## Voortplanting
Het jong wordt na een draagtijd van 13 tot 14 maanden geboren op een ondiepe plaats langs de kust en is dan 120 cm lang en 35 kg zwaar. De moeder laat het jong zogen door het tegen haar borst aan te drukken. Tot achttien maanden wordt het jong gespeend. Het jong blijft bij de moeder tot de geboorte van het volgende jong.

## Verspreidingsgebied
De doejong komt voor langs de kusten van de Rode Zee, de Indische Oceaan en de westelijke Grote Oceaan. Langs de Afrikaanse kust is hij te vinden van Egypte tot Mozambique en Madagaskar. Hij is vrij algemeen in de Perzische Golf, en verder komt hij in Azië voor van Pakistan tot Sri Lanka, en van Okinawa, Japan zuidwaarts via Indonesië en de Filipijnen tot Melanesië en het Groot Barrièrerif.

## De doejong in de folklore
Over de doejong gaan vele verhalen. Veel volkeren, onder andere op Madagaskar, de Comoren en Nieuw-Guinea, kennen verhalen van mensen die in doejongs zijn veranderd, als straf van de goden of als redding van de verdrinkingsdood. Ook wordt vermoed dat ontmoetingen tussen deze dieren en zeelieden aan de basis liggen van verhalen over  zeemeerminnen.
Doejong (Dugong dugon) · †Stellerzeekoe (Hydrodamalis gigas) · Amazonelamantijn (Trichechus inunguis) · Caribische lamantijn (Trichechus  manatus) · West-Afrikaanse lamantijn (Trichechus senegalensis)